# Biskop Aage
Aage (rettere Aagge, Ogge) (død 1167), blev biskop i Slesvig Stift 1138. På grund af hans deltagelse i de politiske stridigheder måtte han kæmpe med en modbiskop og forlade Slesvig.
Aage valgtes efter biskop Rikes forflyttelse til Roskilde Stift (1138) af domkapitlet og menigheden i Slesvig til hans eftermand. Da kong Erik Lam imidlertid straks efter lod sin kapellan, den tyskfødte Herman, indvie til det samme embede, kom det til uroligheder i Slesvig by, ved hvilke Herman blev fordreven, idet klerkene og bymændene foretrak en indfødt.
Det kom vel kort efter til et forlig, ved hvilket kongen gav efter og forsørgede Herman på anden måde, men i den kort efter udbrudte tronstrid med Harald Kesjas søn Oluf synes Aage at have holdt med denne og hans ærkebiskop Eskil, hvorfor han droges med ind i deres nederlag og blev fordreven i landflygtighed i Frankrig. Tyve år efter kaldtes han imidlertid tilbage til sit sæde af Kong Valdemar, for hvis vrede hans efterfølger Esbern havde måttet gå i landflygtighed. Ærkebiskop Eskil lyste ham nu i kirkens band, men han beholdt ikke des mindre på grund af kirkestriden sit embede lige til sin død i 1167.